# Спесивцев, Вячеслав Семёнович
 Вячесла́в Семёнович Спеси́вцев  (род. 6 февраля 1943, Москва) — российский театральный актёр, режиссёр, педагог. Создатель Театра-студии на Красной Пресне. Художественный руководитель Московского молодёжного театра. Народный артист Российской Федерации (2010).

## Биография
Вячеслав Спесивцев родился 6 февраля 1943 года в Москве.
Окончил Государственное училище циркового и эстрадного искусства и актёрский факультет Высшего театрального училища имени М. С. Щепкина (курс Игоря Ильинского).
С 1966 года работал в Московском Театре на Таганке, был художественным руководителем Театра-студии киноактёра, организатором и художественным руководителем Театра-студии на Красной Пресне. Спесивцев содействовал тому, что школа № 123, находящаяся по соседству с театром, с 1981 года получила специализированные театральные классы, а с 1997 года школа официально обрела театральную направленность.
В 1987 году он создал Московский молодёжный театр, которым бессменно руководит уже более 30 лет.
С 1988 года является членом правления киноконцерна «Мосфильм».
Являлся постановщиком встречи в Москве выведенной из Германии Западной группы войск в 1994 году.
С 1998 года под его председательством проводятся церемонии вручения премии «Театрал», номинантами которой являются средства массовой информации, выдвигаемые работниками сферы культуры.
В 1998—1999 годах был главным режиссёром праздника газеты «Московский комсомолец», режиссёром презентаций газеты «Балда». Как сопредседатель Молодёжной национальной лиги России организовывал телевизионные и сценические акции в рамках программы «Голосуй или проиграешь». Был постановщиком телемарафона «Мир вашему дому» на российском телевидении, к 850-летию столицы организовал и провёл молодёжный праздник на Воробьёвых горах и др.
В 2018 году был доверенным лицом кандидата в мэры в Москвы Сергея Собянина. Являлся членом Общественного совета при ФСИН России.
Преподаёт в Российском институте театрального искусства — ГИТИС.

## Избранные спектакли
- «Аты-баты, шли солдаты»
- «Ромео и Джульетта»
- «Не больно?»
- «Памяти моей поезд»
- «Праздник непослушания»
- «Отелло»
- «Чайка по имени Джонатан» Ричард Бах

## Театральные постановки
- «Царь-Рыба» по В. П. Астафьеву,
- «Плаха» по Ч. Айтматову,
- «Москва — Петушки» по В. В. Ерофееву,
- «Архипелаг ГУЛАГ» по А. И. Солженицыну,
- «Звери в яме» по мотивам русских народных сказок для взрослых[4],
- «Королева Марго» по A. Дюма,
- «Ромео и Джульетта» и «Сон в летнюю ночь» по У. Шекспиру,
- «Покойников во всяк час видеть можно» по произведению И. С. Тургенева,
- «Последний рокер» Спесивцев (1994),
- «Яма» по А. И. Куприну (1998),
- «Декамерон Э. Радзинского» по Э. С. Радзинскому,
- «Любовь по-итальянски» по Э. Де Филиппо (2000),
- «Демон» по мотивам произведения М. Ю. Лермонтова (2001)
- «Война и мир» по Л. Н. Толстому (2013)
- «Отцы и дети» по И. С. Тургеневу (2012)
- «Библия для детей» цикл из восьми спектаклей (сюжет идёт от сотворения мира до апокалипсиса, 2009—2010)
- «Евгений и Онегин» по А. С. Пушкину (1996)
- «Кофточка» по М. Н. Задорнову (2002)
- «На дне» по М. Горькому (2007)
- «Чайка по имени Джонатан» по Р. Баху (1998)
- «Горе от ума» по А. С. Грибоедову (2008)
- «Ревизор» по Н. В. Гоголю (2007)
- «Прощание с Матёрой» по В. Г. Распутину
- «Хочу жениться» по Д. И. Фонвизину (2011)
- «Преступление и наказание» по Ф. М. Достоевскому (2010)
- «Вишнёвый сад» по А. П. Чехову (2006)

## Постановки в детской студии при театре
- «Маленькая Баба-яга» по О. Пройслеру
- «Праздник непослушания» по С. В. Михалкову
- «Хоббит» по Дж. Р. Р. Толкиену
- «Алиса в Стране чудес» по Л. Кэрроллу
- «Снегурочка» по А. Н. Островскому
- «Блоха» по Н. С. Лескову
- «Храбрый портняжка» по сказке братьев Гримм

## Награды
- 1998 — Заслуженный деятель искусств Российской Федерации (14 ноября 1998 года) — за заслуги в области искусства[5]
- 2003 — Орден Почёта (22 ноября 2003 года) — за многолетнюю плодотворную деятельность в области культуры и искусства[6]
- 2010 — Народный артист Российской Федерации (30 июля 2010 года) — за большие заслуги в области театрального искусства[7]
- 2023 — Орден «За заслуги в культуре и искусстве» (4 декабря 2023 года) — за заслуги в развитии отечественной культуры и искусства, многолетнюю плодотворную творческую деятельность[8]